# スカイホース・パブリッシング
スカイホース・パブリッシング(Skyhorse Publishing, Inc.)は、アメリカ合衆国の独立系出版社である。2006年に設立され、ニューヨークに本社、バーモント州ブラトルボロに支社を置く。

## 歴史
2006年にトニー・ライオンズによって設立され、ライオンズが社長兼出版者を務める。ライオンズは、2004年までライオンズ・プレスの社長兼出版者だった。『パブリッシャーズ・ウィークリー』誌によれば、スカイホース社の出版物は、スポーツ、釣り、自然、歴史などが中心を占めており、かつてのライアンズ・プレスとの類似点がある。また、物語性のあるノンフィクション、軍事史、ギャンブル、ビジネスのタイトルも含まれている。加えて、ライオンズ「忘れられた古典」を復活させようとしている。

## 成長と拡大
2010年、500タイトルを持つアーケード・パブリッシングを買収し、さらにオールワース・プレス(Allworth Press)を買収して300タイトルを追加取得した。2011年には、800タイトルのスポーツ・パブリッシング(Sports Publishing)を買収し、「スカイ・ポニー・プレス」(Sky Pony Press)という子供とヤングアダルト向けのインプリントを立ち上げたことも発表した。2011年までにスカイホース社は、インプリントが1つから5つに、従業員数が8人から40人以上に成長した。スカイホース社は、スウェーデンのノーシュテッツ出版と3年間30冊のライセンス契約を締結し、クラフト、健康、フィットネス、料理などのタイトルの世界における英語版出版権を取得した。2011年、『パブリッシャーズ・ウィークリー』誌は、スカイホース社を最も急成長している独立系出版社の1つに挙げた。
スカイホース社は2013年にSFとファンタジーの出版社のナイトシェード・ブックスを買収し、新たに250タイトルをに追加した。また、同年には、医学・健康、歴史、伝記・回顧録、ビジネス・キャリアなどの書籍を扱う図書館市場向けの新インプリント「キャレルブックス」(Carrel Books)の立ち上げを発表した。2014年、スカイホース社はペルセウス・ブック・グループと提携し、グッド・ブックス(Good Books)の資産を買収した。ペルセウス社はグッド・ブックスのタイトルのうち、メイヨー・クリニックの健康本のみを保持し、ニューヨーク・タイムズでベストセラーとなったFix-It and Forget-Itシリーズなどの、それ以外のタイトルを全て取得した。2014年、新しく「タロス・プレス」(Talos Press)というインプリントを立ち上げた。また、文芸エージェンシーのインターナショナル・トランザクションズと提携し、新しいインプリントである「ユッカ・パブリッシング」(Yucca Publishing)を立ち上げた。
2015年5月、WebサイトSalon.comの創設者・元編集長のデビッド・タルボットと提携し、調査本のインプリント「ホット・ブックス」(Hot Books)を立ち上げた。
2016年、レースホース・パブリッシング(Racehorse Publishing)という新部門をスタートさせた。この部門は、プロモーションタイトル、インスタントブック、古典文学作品など、様々なカテゴリーの出版を行っている。 プロモーションラインは、新しいインプリント「クライズデール・プレス」(Clydesdale Press)の下で運営されている。また、ボート、セーリング、海の冒険に関する書籍を出版するインプリントの「シーホース・プレス」(Seahorse Press)、犯罪小説、ミステリー、ノワール、スリラー、スパイ小説を出版するインプリントの「アーケード・クライムワイズ」(Arcade CrimeWise)を立ち上げた。
2016年に出版される予定の千近くのタイトルを管理するために、スカイホース社は2015年に従業員を56人から81人に増員した。
スカイホース社の2015年の収益は4,300万ドル以上で、保有するタイトルは6千に達していた。当時93人の従業員を擁し、18のインプリントを通じて2017年に900冊の書籍をリリースする予定だった。2015年中に、スポーツ愛好家、園芸家、料理人、ゲーマーなどを対象とした実用書を合計300万部以上販売した。2015年5月に初登場した大人の塗り絵シリーズは400万部を突破した。
2017年6月、スカイホース社の従業員グループが、全米自動車労働組合ローカル2110に加入するために組合選挙を行う意向を表明した。労働関係委員会の集計によると、2018年11月30日時点で有効となる投票数を下回っており、賛成票が18票、反対票が28票だった。さらに23票が提出されたが、それらは不適格投票としてカウントされた。
2018年4月、スカイホース社は、1,120タイトルをリリースした2017年と比較して、フルタイムの従業員を16名削減し、新規出版タイトルを約25%削減するという大規模な再編を行うことを発表した。出版者のトニー・ライオンズは、2017年の売上高が19%減少したことや、紙不足、書籍の流通に関わる問題を受けて、この決定を発表した。
2018年7月、スカイホース社とサイモン&シュスターは、2019年1月1日からサイモン&シュスター社がスカイホース社のタイトルを米国およびほぼ全世界の市場で配信することを発表した。